# Nomenclatura delle unità territoriali per le statistiche del Regno Unito

Regioni statistiche NUTS 1 del Regno Unito

La nomenclatura delle unità territoriali per le statistiche (NUTS) del Regno Unito è usata per fini statistici a livello dell'Unione europea. I codici NUTS del paese lo dividono in tre livelli:
| Livello | Suddivisioni | #   |
| ------- | --- | --- |
| NUTS 1  | Nazione: Regioni dell'Inghilterra, Galles, Scozia, Irlanda del Nord | 12  |
| NUTS 2  | Contee (alcune raggruppate); Inner London e Outer London (Inghilterra); Gruppi di autorità unitarie (Scozia, Galles, Irlanda del Nord)                                                                                    | 37  |
| NUTS 3  | Autorità di livello superiore o gruppi di autorità di livello inferiore (Autorità unitarie o distretti) (Inghilterra) Gruppi di autorità unitarie in Galles, aree amministrative in Scozia, distretti in Irlanda del Nord | 140 |

## Codici NUTS
| NUTS 1 | Codice | NUTS 2 | Codice | NUTS 3 | Codice |
| --- | ------ | --- | ------ | --- | ------ |
| Nord Est, Inghilterra | UKC    | Tees Valley e Durham | UKC1   | Hartlepool e Stockton-on-Tees                                                                                           | UKC11  |
| |        | Tees Valley e Durham | UKC1   | South Teesside (Middlesbrough e Redcar and Cleveland)                                                                   | UKC12  |
| Darlington | UKC13  | Tees Valley e Durham | UKC1   | |        |
| Durham | UKC14  | Tees Valley e Durham | UKC1   | |        |
| Northumberland e Tyne and Wear                                                                                             | UKC2   | Northumberland | UKC21  | |        |
| Northumberland e Tyne and Wear                                                                                             | UKC2   | Tyneside (Newcastle upon Tyne, Gateshead, South Tyneside, North Tyneside)                                                    | UKC22  | |        |
| Northumberland e Tyne and Wear                                                                                             | UKC2   | Sunderland | UKC23  | |        |
| Nord Ovest, Inghilterra | UKD    | Cumbria | UKD1   | West Cumbria (Allerdale, Barrow-in-Furness, Copeland)                                                                   | UKD11  |
| |        | Cumbria | UKD1   | East Cumbria (Carlisle, Eden, South Lakeland)                                                                           | UKD12  |
| Cheshire | UKD6   | Warrington | UKD61  | |        |
| Cheshire | UKD6   | Cheshire East | UKD62  | |        |
| Cheshire | UKD6   | Cheshire West and Chester | UKD63  | |        |
| Grande Manchester | UKD3   | Greater Manchester sud (Manchester, Salford, Stockport, Tameside, Trafford)                                                  | UKD31  | |        |
| Grande Manchester | UKD3   | Greater Manchester nord (Bolton, Bury, Oldham, Rochdale, Wigan)                                                              | UKD32  | |        |
| Lancashire | UKD4   | Blackburn with Darwen | UKD41  | |        |
| Lancashire | UKD4   | Blackpool | UKD42  | |        |
| Lancashire | UKD4   | Lancashire CC | UKD43  | |        |
| Merseyside | UKD7   | East Merseyside (Knowsley, St Helens e Halton)                                                                               | UKD71  | |        |
| Merseyside | UKD7   | Liverpool | UKD72  | |        |
| Merseyside | UKD7   | Sefton | UKD73  | |        |
| Merseyside | UKD7   | Wirral | UKD74  | |        |
| Yorkshire e Humber, Inghilterra                                                                                            | UKE    | East Riding e North Lincolnshire                                                                                             | UKE1   | Kingston upon Hull | UKE11  |
| |        | East Riding e North Lincolnshire                                                                                             | UKE1   | East Riding of Yorkshire                                                                                                | UKE12  |
| North e North East Lincolnshire                                                                                            | UKE13  | East Riding e North Lincolnshire                                                                                             | UKE1   | |        |
| North Yorkshire | UKE2   | York | UKE21  | |        |
| North Yorkshire | UKE2   | North Yorkshire CC | UKE22  | |        |
| South Yorkshire | UKE3   | Barnsley, Doncaster e Rotherham                                                                                              | UKE31  | |        |
| South Yorkshire | UKE3   | Sheffield | UKE32  | |        |
| West Yorkshire | UKE4   | Bradford | UKE41  | |        |
| West Yorkshire | UKE4   | Leeds | UKE42  | |        |
| West Yorkshire | UKE4   | Calderdale e Kirklees | UKE44  | |        |
| West Yorkshire | UKE4   | Wakefield | UKE45  | |        |
| Midlands Orientali, Inghilterra                                                                                            | UKF    | Derbyshire e Nottinghamshire                                                                                                 | UKF1   | Derby | UKF11  |
| |        | Derbyshire e Nottinghamshire                                                                                                 | UKF1   | East Derbyshire (Bolsover, Chesterfield, North East Derbyshire)                                                         | UKF12  |
| South and West Derbyshire (Amber Valley, Derbyshire Dales, Erewash, High Peak, South Derbyshire)                           | UKF13  | Derbyshire e Nottinghamshire                                                                                                 | UKF1   | |        |
| Nottingham | UKF14  | Derbyshire e Nottinghamshire                                                                                                 | UKF1   | |        |
| North Nottinghamshire (Ashfield, Bassetlaw, Mansfield, Newark and Sherwood)                                                | UKF15  | Derbyshire e Nottinghamshire                                                                                                 | UKF1   | |        |
| South Nottinghamshire (Broxtowe, Gedling, Rushcliffe)                                                                      | UKF16  | Derbyshire e Nottinghamshire                                                                                                 | UKF1   | |        |
| Leicestershire, Rutland e Northamptonshire                                                                                 | UKF2   | Leicester | UKF21  | |        |
| Leicestershire, Rutland e Northamptonshire                                                                                 | UKF2   | Leicestershire CC e Rutland                                                                                                  | UKF22  | |        |
| Leicestershire, Rutland e Northamptonshire                                                                                 | UKF2   | West Northamptonshire (Northampton, Daventry e South Northamptonshire)                                                       | UKF24  | |        |
| Leicestershire, Rutland e Northamptonshire                                                                                 | UKF2   | North Northamptonshire (East Northamptonshire, Corby, Wellingborough e Kettering)                                            | UKF25  | |        |
| Lincolnshire | UKF3   | Lincolnshire CC | UKF30  | |        |
| Midlands Occidentali, Inghilterra                                                                                          | UKG    | Herefordshire, Worcestershire e Warwickshire                                                                                 | UKG1   | Herefordshire | UKG11  |
| |        | Herefordshire, Worcestershire e Warwickshire                                                                                 | UKG1   | Worcestershire CC | UKG12  |
| Warwickshire CC | UKG13  | Herefordshire, Worcestershire e Warwickshire                                                                                 | UKG1   | |        |
| Shropshire e Staffordshire                                                                                                 | UKG2   | Telford and Wrekin | UKG21  | |        |
| Shropshire e Staffordshire                                                                                                 | UKG2   | Shropshire CC | UKG22  | |        |
| Shropshire e Staffordshire                                                                                                 | UKG2   | Stoke-on-Trent | UKG23  | |        |
| Shropshire e Staffordshire                                                                                                 | UKG2   | Staffordshire CC | UKG24  | |        |
| West Midlands | UKG3   | Birmingham | UKG31  | |        |
| West Midlands | UKG3   | Solihull | UKG32  | |        |
| West Midlands | UKG3   | Coventry | UKG33  | |        |
| West Midlands | UKG3   | Dudley | UKG36  | |        |
| West Midlands | UKG3   | Sandwell | UKG37  | |        |
| West Midlands | UKG3   | Walsall | UKG38  | |        |
| West Midlands | UKG3   | Wolverhampton | UKG39  | |        |
| Est, Inghilterra | UKH    | Anglia orientale | UKH1   | Peterborough | UKH11  |
| |        | Anglia orientale | UKH1   | Cambridgeshire CC | UKH12  |
| Norfolk | UKH13  | Anglia orientale | UKH1   | |        |
| Suffolk | UKH14  | Anglia orientale | UKH1   | |        |
| Bedfordshire e Hertfordshire                                                                                               | UKH2   | Luton | UKH21  | |        |
| Bedfordshire e Hertfordshire                                                                                               | UKH2   | Bedford | UKH24  | |        |
| Bedfordshire e Hertfordshire                                                                                               | UKH2   | Central Bedfordshire | UKH25  | |        |
| Bedfordshire e Hertfordshire                                                                                               | UKH2   | Hertfordshire CC | UKH23  | |        |
| Essex | UKH3   | Southend-on-Sea | UKH31  | |        |
| Essex | UKH3   | Thurrock | UKH32  | |        |
| Essex | UKH3   | Essex CC | UKH33  | |        |
| Londra, Inghilterra | UKI    | Inner London | UKI1   | Inner London occidentale (Città di Londra, Camden, Hammersmith e Fulham, Kensington e Chelsea, Wandsworth, Westminster) | UKI11  |
| |        | Inner London | UKI1   | Inner London orientale (Hackney, Haringey, Islington, Lambeth, Lewisham, Newham, Southwark, Tower Hamlets)              | UKI12  |
| Outer London | UKI2   | Outer London orientale e nordorientale (Barking e Dagenham, Bexley, Enfield, Greenwich, Havering, Redbridge, Waltham Forest) | UKI21  | |        |
| Outer London | UKI2   | Outer London meridionale (Bromley, Croydon, Kingston upon Thames, Merton, Sutton)                                            | UKI22  | |        |
| Outer London | UKI2   | Outer London occidentale e nordoccidentale (Barnet, Brent, Ealing, Harrow, Hillingdon, Hounslow, Richmond upon Thames)       | UKI23  | |        |
| Sud Est, Inghilterra | UKJ    | Berkshire, Buckinghamshire, e Oxfordshire                                                                                    | UKJ1   | Berkshire | UKJ11  |
| |        | Berkshire, Buckinghamshire, e Oxfordshire                                                                                    | UKJ1   | Milton Keynes | UKJ12  |
| Buckinghamshire CC | UKJ13  | Berkshire, Buckinghamshire, e Oxfordshire                                                                                    | UKJ1   | |        |
| Oxfordshire | UKJ14  | Berkshire, Buckinghamshire, e Oxfordshire                                                                                    | UKJ1   | |        |
| Surrey, East e West Sussex                                                                                                 | UKJ2   | Brighton & Hove | UKJ21  | |        |
| Surrey, East e West Sussex                                                                                                 | UKJ2   | East Sussex CC | UKJ22  | |        |
| Surrey, East e West Sussex                                                                                                 | UKJ2   | Surrey | UKJ23  | |        |
| Surrey, East e West Sussex                                                                                                 | UKJ2   | West Sussex CC | UKJ24  | |        |
| Hampshire e Isola di Wight                                                                                                 | UKJ3   | Portsmouth | UKJ31  | |        |
| Hampshire e Isola di Wight                                                                                                 | UKJ3   | Southampton | UKJ32  | |        |
| Hampshire e Isola di Wight                                                                                                 | UKJ3   | Hampshire CC | UKJ33  | |        |
| Hampshire e Isola di Wight                                                                                                 | UKJ3   | Isola di Wight | UKJ34  | |        |
| Kent | UKJ4   | Medway | UKJ41  | |        |
| Kent | UKJ4   | Kent CC | UKJ42  | |        |
| Sud Ovest, Inghilterra | UKK    | Gloucestershire, Wiltshire e area di Bristol/Bath                                                                            | UKK1   | Bristol | UKK11  |
| |        | Gloucestershire, Wiltshire e area di Bristol/Bath                                                                            | UKK1   | Bath and North East Somerset, North Somerset e South Gloucestershire                                                    | UKK12  |
| Gloucestershire CC | UKK13  | Gloucestershire, Wiltshire e area di Bristol/Bath                                                                            | UKK1   | |        |
| Swindon | UKK14  | Gloucestershire, Wiltshire e area di Bristol/Bath                                                                            | UKK1   | |        |
| Wiltshire | UKK15  | Gloucestershire, Wiltshire e area di Bristol/Bath                                                                            | UKK1   | |        |
| Dorset e Somerset | UKK2   | Bournemouth e Poole | UKK21  | |        |
| Dorset e Somerset | UKK2   | Dorset CC | UKK22  | |        |
| Dorset e Somerset | UKK2   | Somerset | UKK23  | |        |
| Cornovaglia e Isole Scilly                                                                                                 | UKK3   | Cornovaglia e Isole Scilly                                                                                                   | UKK30  | |        |
| Devon | UKK4   | Plymouth | UKK41  | |        |
| Devon | UKK4   | Torbay | UKK42  | |        |
| Devon | UKK4   | Devon CC | UKK43  | |        |
| Galles | UKL    | Ovest e Valli | UKL1   | Isle of Anglesey | UKL11  |
| |        | Ovest e Valli | UKL1   | Gwynedd | UKL12  |
| Conwy e Denbighshire | UKL13  | Ovest e Valli | UKL1   | |        |
| Sud Ovest (Ceredigion, Carmarthenshire, Pembrokeshire)                                                                     | UKL14  | Ovest e Valli | UKL1   | |        |
| Central Valleys (Merthyr Tydfil, Rhondda Cynon Taf)                                                                        | UKL15  | Ovest e Valli | UKL1   | |        |
| Gwent Valleys (Blaenau Gwent, Caerphilly, Torfaen)                                                                         | UKL16  | Ovest e Valli | UKL1   | |        |
| Bridgend e Neath Port Talbot                                                                                               | UKL17  | Ovest e Valli | UKL1   | |        |
| Swansea | UKL18  | Ovest e Valli | UKL1   | |        |
| Est | UKL2   | Monmouthshire e Newport | UKL21  | |        |
| Est | UKL2   | Cardiff e Vale of Glamorgan                                                                                                  | UKL22  | |        |
| Est | UKL2   | Flintshire e Wrexham | UKL23  | |        |
| Est | UKL2   | Powys | UKL24  | |        |
| Scozia | UKM    | Scozia orientale | UKM2   | Angus e Dundee | UKM21  |
| |        | Scozia orientale | UKM2   | Clackmannanshire e Fife                                                                                                 | UKM22  |
| East Lothian e Midlothian                                                                                                  | UKM23  | Scozia orientale | UKM2   | |        |
| Scottish Borders | UKM24  | Scozia orientale | UKM2   | |        |
| Edimburgo | UKM25  | Scozia orientale | UKM2   | |        |
| Falkirk | UKM26  | Scozia orientale | UKM2   | |        |
| Perth and Kinross e Stirling                                                                                               | UKM27  | Scozia orientale | UKM2   | |        |
| West Lothian | UKM28  | Scozia orientale | UKM2   | |        |
| Scozia sud-occidentale | UKM3   | Dunbartonshire Orientale, Dunbartonshire Occidentale e Helensburgh and Lomond                                                | UKM31  | |        |
| Scozia sud-occidentale | UKM3   | Dumfries e Galloway | UKM32  | |        |
| Scozia sud-occidentale | UKM3   | Ayrshire Orientale e Ayrshire Settentrionale                                                                                 | UKM33  | |        |
| Scozia sud-occidentale | UKM3   | Glasgow | UKM34  | |        |
| Scozia sud-occidentale | UKM3   | Inverclyde, Renfrewshire Orientale e Renfrewshire                                                                            | UKM35  | |        |
| Scozia sud-occidentale | UKM3   | Lanarkshire Settentrionale                                                                                                   | UKM36  | |        |
| Scozia sud-occidentale | UKM3   | Ayrshire Meridionale | UKM37  | |        |
| Scozia sud-occidentale | UKM3   | Lanarkshire Meridionale | UKM38  | |        |
| Scozia nord-orientale | UKM5   | Aberdeen e Aberdeenshire | UKM50  | |        |
| Highlands e Isole | UKM6   | Caithness e Sutherland e Ross and Cromarty                                                                                   | UKM61  | |        |
| Highlands e Isole | UKM6   | Inverness, Nairn, Moray e Badenoch and Strathspey                                                                            | UKM62  | |        |
| Highlands e Isole | UKM6   | Lochaber, Skye and Lochalsh, Arran e The Cumbraes e Argyll e Bute (eccetto Helensburgh e Lomond)                             | UKM63  | |        |
| Highlands e Isole | UKM6   | Ebridi Esterne (Isole occidentali)                                                                                           | UKM64  | |        |
| Highlands e Isole | UKM6   | Isole Orcadi | UKM65  | |        |
| Highlands e Isole | UKM6   | Isole Shetland | UKM66  | |        |
| Irlanda del Nord | UKN    | Irlanda del Nord | UKN0   | Belfast | UKN01  |
| |        | Irlanda del Nord | UKN0   | Belfast esterna (Carrickfergus, Castlereagh, Lisburn, Newtownabbey, North Down)                                         | UKN02  |
| Irlanda del Nord orientale (Antrim, Ards, Ballymena, Banbridge, Craigavon, Down, Larne)                                    | UKN03  | Irlanda del Nord | UKN0   | |        |
| Irlanda del Nord settentrionale (Ballymoney, Coleraine, Derry, Limavady, Moyle, Strabane)                                  | UKN04  | Irlanda del Nord | UKN0   | |        |
| Irlanda del Nord occidentale e meridionale (Armagh, Cookstown, Dungannon, Fermanagh, Magherafelt, Newry and Mourne, Omagh) | UKN05  | Irlanda del Nord | UKN0   | |        |

Nella versione del 2003, North Eastern Scotland (che allora comprendeva parte di Moray) era codificato UKM1 mentre Highlands e Isole era codificato UKM4.
L'attuale livello NUTS 1 codici iniziano con "UKC" piuttosto che "UK1" perché il nuovo elenco riflette le regioni rivisitate d'Inghilterra e cambiamenti di governo locali in tutto il Regno Unito; "UK1-UKB" era stato utilizzato per le 11 regioni del sistema di codifica precedente.
Nel 2010:
- "UKD2" è stato sostituito da "UKD6" (Cheshire) e "UKD5" è stato sostituito da "UKD7" (Merseyside), a causa del trasferimento di Halton alla contea Merseyside dal Cheshire
- "UKE43" (Calderdale, Kirklees e Wakefield) è stato sostituito da "UKE44" (Calderdale e Kirklees) e "UKE45" (Wakefield)
- "UKF23" (Northamptonshire) è stato sostituito da "UKF24" (West Northamptonshire) e "UKF25" (North Northamptonshire)
- "UKG34" (Dudley e Sandwell) è stato sostituito da "UKG36" (Dudley) e "UKG37" (Sandwell)
- "UKG35" (Walsall e Wolverhampton) è stato sostituito da "UKG38" (Walsall) e "UKG39" (Wolverhampton).
- Bedfordshire CC "UKH22" è stato sostituito da "UKH24" (Bedford) e "UKH25" (Central Bedfordshire)

## Unità amministrativa locale
Subordinati ai livelli NUTS, i due livelli LAU (Local Administrative Units) sono:
| Level | Subdivisions | #     |
| ----- | --- | ----- |
| LAU 1 | Autorità amministrative inferiori (distretti) o autorità unitarie individuali (Inghilterra e Galles); autorità unitarie individuali o LEC (o simili) (Scozia); Distretti (Irlanda del Nord) | 415   |
| LAU 2 | Ward (o simili) | 10400 |

I due livelli LAU sono mantenuti dall'Ufficio Nazionale di Statistica britannico all'interno del sistema di codifica ONS.
I codici LAU del Regno Unito possono essere scaricati qui: